# 1958
Cette page concerne l'année 1958 (MCMLVIII en chiffres romains) du calendrier grégorien.
L'année 1958 est une année commune qui commence un mercredi.

## En bref
- 1er février : proclamation de la République arabe unie.
- 13 mai : Grande manifestation à Alger en faveur de l'Algérie française. Le 1er juin le général de Gaulle prend le pouvoir et fonde la Ve République dont la constitution accorde un fort pouvoir au Président de la République.
- Mai : lancement du Grand Bond en avant en Chine par Mao.
- 12 juin : La 11e assemblée générale de l'OMS adopte la résolution WHA11.54 à propos de l'éradication mondiale de la variole[1].
- 14 juillet : révolution en Irak.
- 15 juillet - 25 octobre : crise politique au Liban ; intervention des forces américaines.
- 31 octobre - 18 décembre : conférence à Genève sur l’arrêt et le contrôle des expériences nucléaires (États-Unis, Royaume-Uni, URSS)[2]. Le Royaume-Uni suspend ses essais nucléaires le 23 septembre, les États-Unis le 30 octobre, l’URSS le 3 novembre (fin en septembre 1961)[3].
- 3 novembre : inauguration à Paris du siège permanent de l’UNESCO, conçu par l’Américain Marcel Breuer, l’Italien Pier Luigi Nervi et le Français Bernard Zehrfuss[4].
- 27 novembre : début de la crise de Berlin.

## Événements

### Afrique
- 8-9 février : Congrès d’Abidjan. Autonomisation des syndicats FO et création de la CASL-FO (Confédération africaine des syndicats libres (en)-FO)[5].
- 14 février - 6 mars : grève des employés de la poste au Sénégal[6].
- 15 avril : première Conférence des États indépendants à Accra[7]. Les États africains indépendants (Éthiopie, Ghana, Liberia, Libye, RAU et Soudan) demandent le retrait des forces françaises d’Algérie le 22 avril[8].
- 16 avril : troisième victoire consécutive du parti national aux élections générales sud-africaines[9].
- 6 mai : Sylvanus Olympio est nommé Premier ministre du Togo dans le cadre de la Communauté. Le 16 mai, il forme le gouvernement[10].
- 14 juin : Deuxième mariage de Nelson Mandela avec Winnie Mandela.
- 25 - 27 juillet : congrès constitutif du Parti du regroupement africain (PRA) à Cotonou. Il se prononce pour l’indépendance immédiate dans le cadre d’un système confédéral[11].
- 30 juillet : création du Groupe de Travail pour l’étude du problème politique des colonies belges[12].
- 1er août : le docteur Hastings Banda prend la tête du mouvement anti-fédérationniste du Nyassaland (Malawi)[13].
- 20 août : lors de sa première tournée en Afrique, le général de Gaulle présente les différentes options offertes aux colonies françaises[14].
- 8 et 12 septembre et 9 et 15 février 1959 : élections législatives au Tanganyika[15].
- 13 septembre : mort de Ruben Um Nyobe, chef de l’UPC (Cameroun) dans des circonstances douteuses[16].
- Septembre : le prince Louis Rwagasore fonde l’Union pour le progrès national, qui revendique l’indépendance de l’Urundi[17].
- 2 octobre : indépendance de la Guinée octroyée par la France. Elle refuse de s’intégrer à la Communauté française et est dirigée de façon autoritaire par le président Sékou Touré[18]. Le PDG (Parti démocratique de Guinée) devient constitutionnellement le parti unique (constitution promulguée le 12 novembre)[19].
- 5 octobre : promulgation de la Constitution française, qui crée la Communauté française (1958-17 janvier 1959)[20]. La totalité des territoires d’outre-mer, sauf la Guinée, a approuvé la constitution lors du référendum du 28 septembre. Le Soudan (24 novembre), le Sénégal (25 novembre), le Gabon, le Tchad, le Congo-Brazzaville et la Mauritanie (28 novembre), l’Oubangui-Chari (1er décembre), la Haute-Volta (11 décembre) et le Niger (18 décembre) deviennent républiques autonomes au sein de la Communauté française[21].
- 10 octobre : Patrice Lumumba, directeur commercial d’une grande brasserie, fonde à Kinshasa le Mouvement national congolais[22].
- 14 octobre : proclamation de la République à Madagascar qui reste membre de la Communauté[23].
- 20-24 octobre : élections législatives en Ouganda[24].
- 17 novembre : coup d’État militaire au Soudan du général Ibrahim Abboud. Il suspend la Constitution, dissout les partis, et instaure un régime militaire d'inspiration socialiste proche de l’URSS[25].
- 23 novembre : Kwame Nkrumah et Ahmed Sékou Touré annoncent l’union du Ghana et de la Guinée[19].
- 5 - 13 décembre : première Conférence des Peuples africains à Accra[7].
- 12 décembre : la Guinée est admise à l’ONU[26].

#### Afrique du Nord
- 11 janvier : le pétrole du Sahara arrive jusqu’à Philippeville[27].
- 13 janvier : une compagnie de la Légion espagnole tombe dans une embuscade à Edchera, lors de la guerre d’Ifni, au Maroc. 37 espagnols sont tués, 49 sont blessés. La guérilla marocaine laisse 50 morts sur le champ de bataille[28].

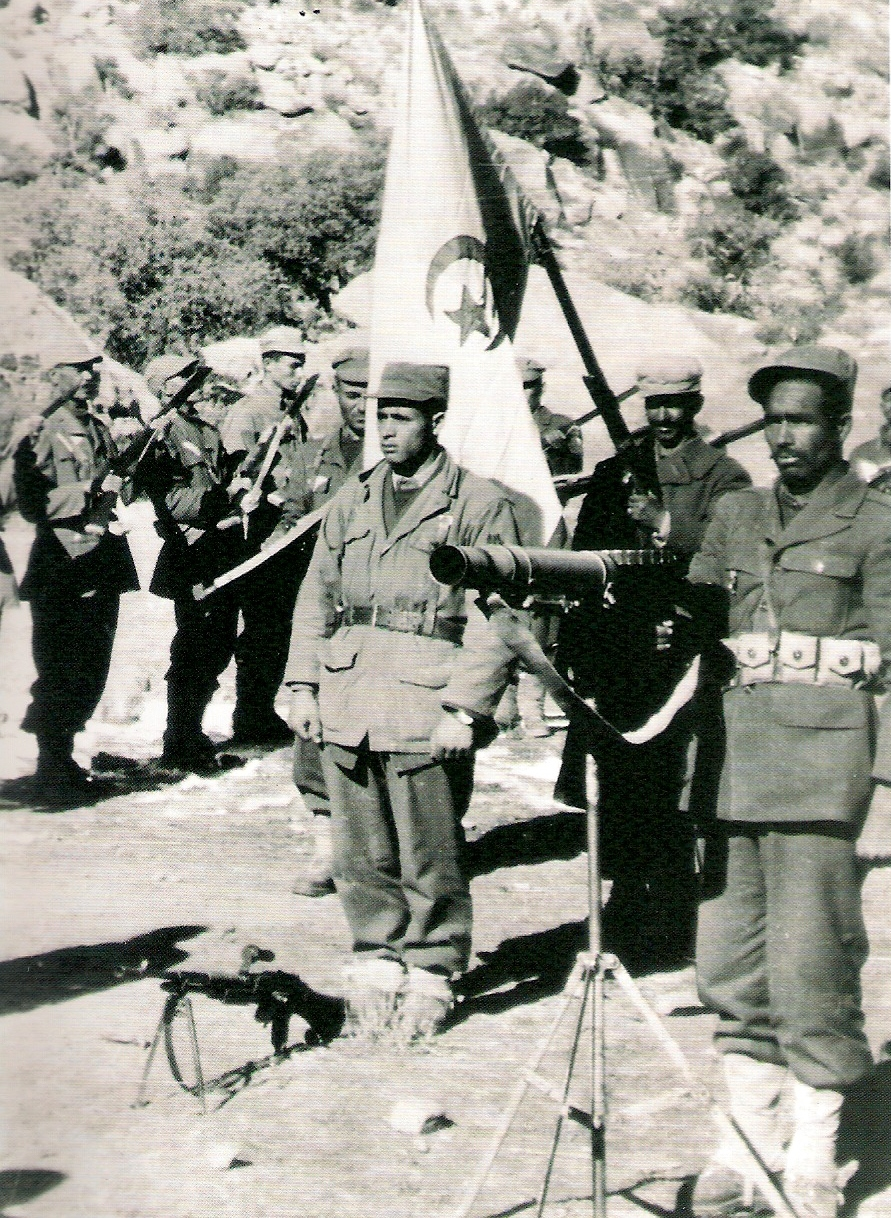
Soldats de la guerre d’Algérie en 1958.

- 21 janvier-29 mai : bataille des Frontières sur la ligne Morice pendant la guerre d’Algérie[29].
- 31 janvier : vote de la loi-cadre sur l’Algérie[27].
- 8 février : en riposte aux attaques du FLN à partir du territoire tunisien, l’aviation française bombarde le village de Sakiet Sidi Youssef faisant de nombreuses victimes civiles[27]. Le gouvernement tunisien proteste et exige l’évacuation des bases militaires françaises.
- 17 février : la France et la Tunisie acceptent les « bons offices » du Royaume-Uni et des États-Unis dans les affaires d’Afrique du Nord[30].
- 1er avril : à la suite de l’accord de Cintra, l'Espagne cède au Maroc la région de Tarfaya, une partie du Sahara espagnol[31].
- 26 avril : les Européens manifestent à Alger et appellent l’armée à prendre le pouvoir[30].
- 27-30 avril : conférence de Tanger pour l’unification du Maghreb. L’Istiqlal marocain et le Néo-Destour tunisien s’engagent à renforcer leur soutien au FLN[32].
- 13 mai : à Paris, l’Assemblée nationale accorde sa confiance au gouvernement de Pierre Pflimlin, qui condamne la torture et envisage de négocier avec le FLN, ce qui provoque des émeutes insurrectionnelles à Alger. L’immeuble du gouvernement général à Alger est investi par les manifestants. Les généraux Massu et Salan fondent un Comité de salut public en vue du maintien de l’Algérie française, qui exige la création en France d’un gouvernement d’exception[33].
- 14 mai : le président René Coty ordonne à l’armée d’Algérie de rester sous l’autorité du gouvernement[30].
- 15 mai : le général Salan fait appel au général de Gaulle. Le général de Gaulle se déclare prêt à assumer les pouvoirs de la République[33].
- 16 mai : l’Assemblée nationale instaure l’État d’urgence. Les pouvoirs spéciaux en Algérie sont renouvelés (20 mai)[30].
- 24 mai : des comités de salut public sont constitués en Corse à l’instigation d’envoyés d’Alger[30].
- 1er juin : gouvernement de Gaulle qui obtient le 2 juin les pleins pouvoirs pour six mois[30].
- 4 - 7 juin : premier voyage du général de Gaulle en Algérie. Devant la foule réunie à Alger, il lance la phrase « Je vous ai compris ! » (4 juin)[30] et à la fin d’un discours à Mostaganem le 6 juin « Vive l’Algérie... française ! »[34].
- 9 juin : le général Salan est nommé délégué général du gouvernement en Algérie[35].
- 16 juin : le général Massu devient préfet d’Alger[35].
- 17 juin : accord entre les gouvernements français et tunisien sur le retrait des troupes françaises[34].
- 30 juin : la Tunisie accepte la construction par une société française, la Compagnie des transports par pipelines au Sahara (TRAPSA), d’un oléoduc reliant le gisement de pétrole d’Edjeleh au port tunisien de La Skhira[36].
- 1er juillet : nouveau voyage de De Gaulle en Algérie[37]. Il prend contact avec l’armée mais refuse de recevoir les membres du Comité de salut public d’Alger. Dans son discours radio-télévisé du 3 juillet, il annonce la constitution d’un collège électoral unique ainsi que l’octroi du droit de vote aux femmes musulmanes[38].
- 19 septembre : proclamation au Caire du Gouvernement provisoire de la République algérienne (GPRA) sous la présidence de Ferhat Abbas[39]. La RAU, l’Irak, la Libye, le Yémen, la Tunisie et le Maroc la reconnaissent immédiatement.
- 3 octobre : discours de Constantine du général de Gaulle qui annonce un plan de réformes sociales, économiques et culturelles pour l’Algérie et affirme l’existence d’une « solidarité étroite » entre l’Algérie et la France[30] : c’est le plan de Constantine, qui propose l’industrialisation de l’Algérie grâce au pétrole du Sahara[40].
- 11 octobre : Ferhat Abbas annonce que le gouvernement provisoire est prêt à négocier les conditions d’un cessez-le-feu[41].
- 23 octobre : dans une conférence de presse, de Gaulle offre au FLN « la paix des Braves »[30]. Ferhat Abbas refuse le 27 octobre[41].
- 19 décembre : le général Salan est relevé de ses fonctions de délégué général du gouvernement en Algérie. Paul Delouvrier lui succède pour les affaires civiles, le général Maurice Challe comme commandant en chef des forces françaises en Algérie[39].

### Amérique
- 3 janvier : mise en place de la Fédération des Antilles britanniques (Barbade, Jamaïque, Trinité-et-Tobago, îles du Vent et Sous-le-Vent). Des élections fédérales ont lieu le 25 mars remportées par le Parti travailliste fédéral des Indes occidentales (WIFLP)[42].
- 21 janvier, Venezuela : la junte patriotique organise une immense manifestation à Caracas. Les syndicats et les organisations patronales se joignent au mouvement[43].
- 23 janvier, Venezuela : les militaires refusent de réprimer les manifestations et le dictateur Pérez Jimenez doit quitter le pouvoir[44].
- 27 janvier, Venezuela : après quelques jours de confusion et de débats au sujet de la nouvelle junte de gouvernement, les militaires s’engagent officiellement à faciliter la démocratisation. Les partis politiques (COPEI, URD) comme les forces conservatrices (compagnie pétrolière, États-Unis, militaires golpistas) craignent que l’AD ne devienne un parti hégémonique en raison de ses appuis populaires. Des négociations s’ouvrent entre août et septembre, aboutissant au pacte de Punto Fijo[43].

- 23 février :

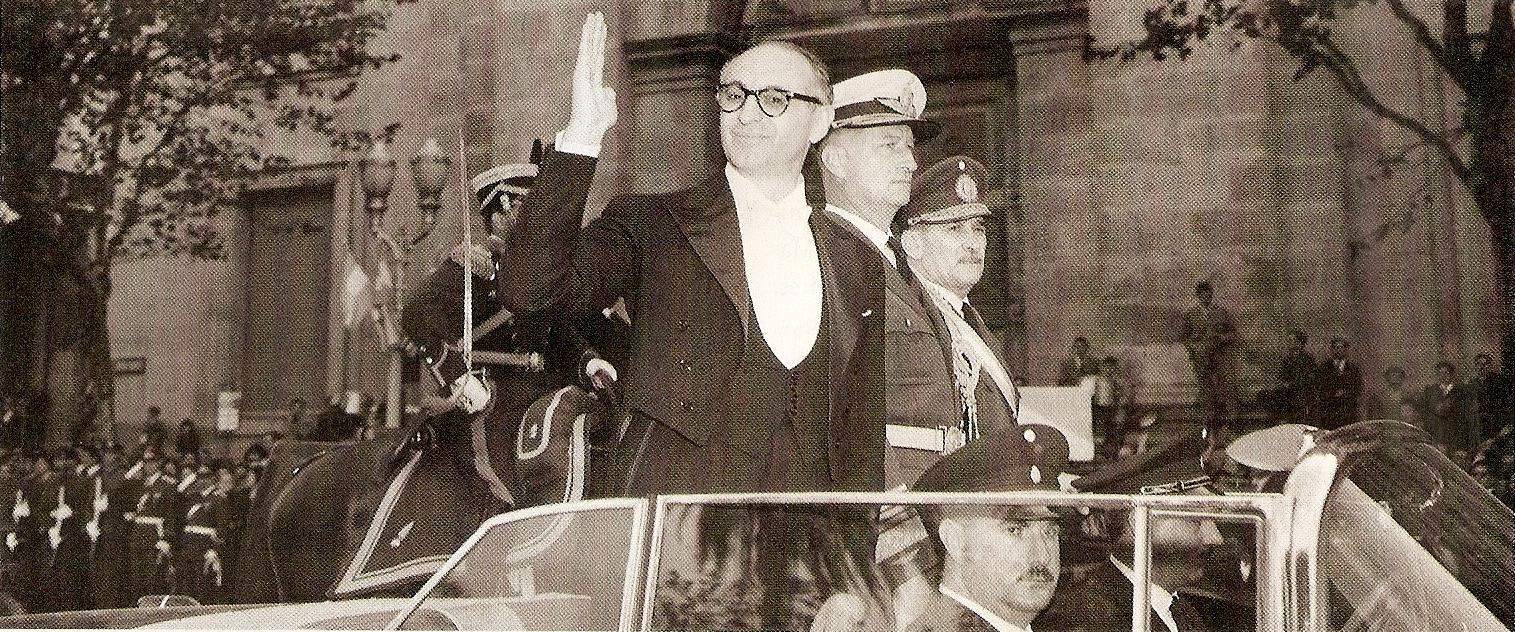
Arturo Frondizi le jour de son inauguration, le.

  - Argentine : Arturo Frondizi, radical, est élu sur un programme nationaliste et populiste afin de séduire les péronistes alors que l’Union civique radicale (UCR) est divisée ; il commence son mandat de Président de la république le 1er mai (fin en 1962)[45].
  - Cuba : le pilote automobile argentin Fangio est en otage par des rebelles castristes à La Havane. Il est libéré sans heurt le lendemain de la course[46].
- 17 mars, Révolution cubaine : Fidel Castro lance un appel à la guerre totale contre le régime de Fulgencio Batista à Cuba[47]. Le gouvernement des États-Unis décrète l’embargo sur les fournitures d’armes à Cuba (18 mars)[48], ce qui revient à placer sur un pied d’égalité la légitimité du combat du gouvernement Batista et celui de la guérilla.
- 9 avril : une grève générale échoue à Cuba[46]. Castro intensifie la guérilla. La répression de l’armée s’abat sur les couches moyennes et les milieux étudiants, ce qui contribue à éloigner du régime de nombreuses catégories sociales.
- 13 mai : au cours d’une tournée en Amérique latine, le vice-président Richard Nixon est particulièrement chahuté à Caracas pour le soutien des États-Unis au dictateur déchu Marcos Pérez Jiménez[44].
- 24 mai-7 août : Fulgencio Batista lance l’opération Verano contre les rebelles cubains dans la Sierra Maestra, qui résistent[48].
- 10 juin : signature à Tegucigalpa d’un traité multilatéral de libre commerce et d’intégration économique entre les cinq pays d’Amérique centrale[49].
- 9 juillet : mégatsunami de 1958 de la baie Lituya en Alaska[50].
- 7 août : inauguration du président colombien Alberto Lleras Camargo. Début du Régime du Front national en Colombie (fin en 1974)[44]. Les institutions démocratiques sont restaurées mais la démocratie est limitée aux seuls partis libéral et conservateur, ce qui entraîne une démobilisation politique. L’état de siège reste en vigueur jusqu’en 1982.
- 17 août : déclaration conjointe de l’Argentine et du Chili en vue de régler de façon pacifique les incidents survenus dans l’îlot Snipe du canal Beagle entre les deux États[51].
- 31 octobre : pacte de Punto Fijo entre les partis politiques au Venezuela. Il prévoit que les partis respecteraient les résultats des élections à venir et que les vaincus se verraient offrir une participation au pouvoir[44].
- 1er novembre : grève des ouvriers du pétrole en Argentine ; l’état de siège est décrété le 11 novembre[45].

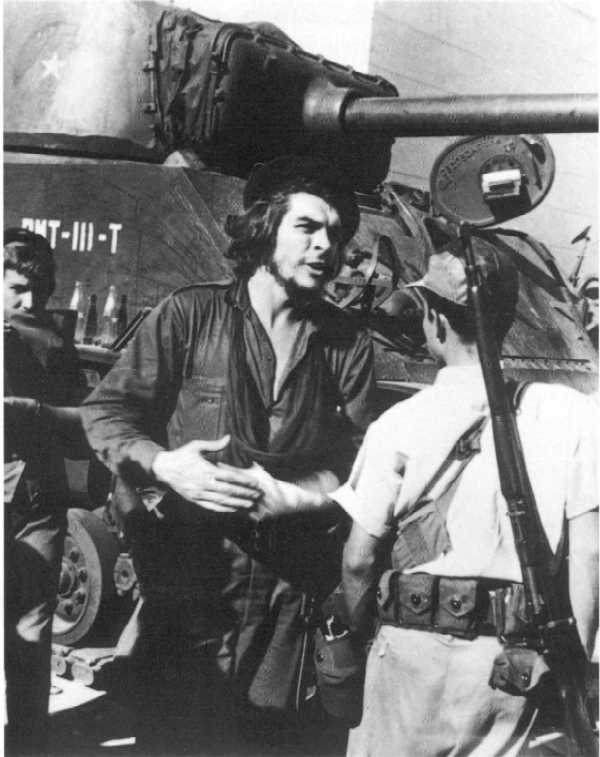
Ernesto Guevara lors de la bataille de Santa Clara, commencée le 28 décembre. Il y détruit le train blindé de Batista et s’empare de la ville.

- 3 novembre, Cuba : Batista tente une issue politique et organise une élection présidentielle anticipée qui se solde par une abstention massive[53].
- 17 novembre : offensive finale de l’armée rebelle de Fidel Castro contre les forces gouvernementales à Cuba ; Guisa est prise le 30 novembre[48].
- 1er décembre : Adolfo López Mateos succède à Adolfo Ruiz Cortines, à la présidence du Mexique[54].
- 7 décembre : Rómulo Betancourt gagne les élections présidentielles au Venezuela avec 59 % des suffrages[44].
- 31 décembre : Fidel Castro et ses guérilleros achèvent de prendre le contrôle de Cuba en faisant le siège de Santiago de Cuba. Après une ultime manœuvre pour rallier l’appui de l’administration Eisenhower, le dictateur Batista s’enfuit du pays[53].

### Asie et Pacifique
- 1er janvier, Thaïlande : un gouvernement de coalition est formé et placé sous la houlette du Premier ministre, le général de corps d’armée Thanom Kittikachorn (fin le 20 octobre)[55].
- 11 janvier : au Cambodge, Ek Yi Oun est nommé Premier ministre avant d’être remplacé le 17 par Penn Nouth[56].
- 1er février : le roi du Népal Mahendra annonce la mise en place d’une constitution démocratique et la tenue d’élections en février 1959[57].
- 11 février : naissance du pinyin lors de la cinquième session de la première Assemblée nationale populaire de la République populaire de Chine[58].
- 14-16 février : congrès constitutif à Adélaïde en Australie du Conseil fédéral pour la défense des droits des Aborigènes et des Insulaires du détroit de Torres (FCAATSI), qui œuvre à la suppression des lois discriminatoires, des restrictions aux libertés individuelles des Aborigènes, à l’obtention du droit de vote à l’échelon national et à l’accession à une véritable identité citoyenne[59].
- 15 février, Indonésie : des militaires et des islamistes proclament avec l’appui officieux des États-Unis, un gouvernement rival à Padang (Sumatra), le Pemerintah Revolusioner Republik Indonesia (gouvernement révolutionnaire de la République d’Indonésie) ou PRRI[60]. Les forces de Djakarta les battent rapidement, mais la guérilla se poursuit jusqu’en 1961.
- 3-6 mars[61] : Kim Tu-bong, président de l’Assemblée populaire suprême, rival de Kim Il-sung, est éliminé en Corée du Nord lors de la première conférence des membres du Parti du travail[62].
- 23 mars : le parti de Norodom Sihanouk remporte tous les sièges aux élections législatives cambodgiennes[63].
- 29 avril : au Cambodge, Sim Var est nommé Premier ministre[56].
- 2 mai : incident de Nagasaki. Un jeune extrémiste japonais arrache un drapeau chinois au cours d’une exposition de timbres dans un grand magasin de Nagasaki ; en réaction, la Chine suspend toutes relations économiques avec le Japon le 9 mai[64].

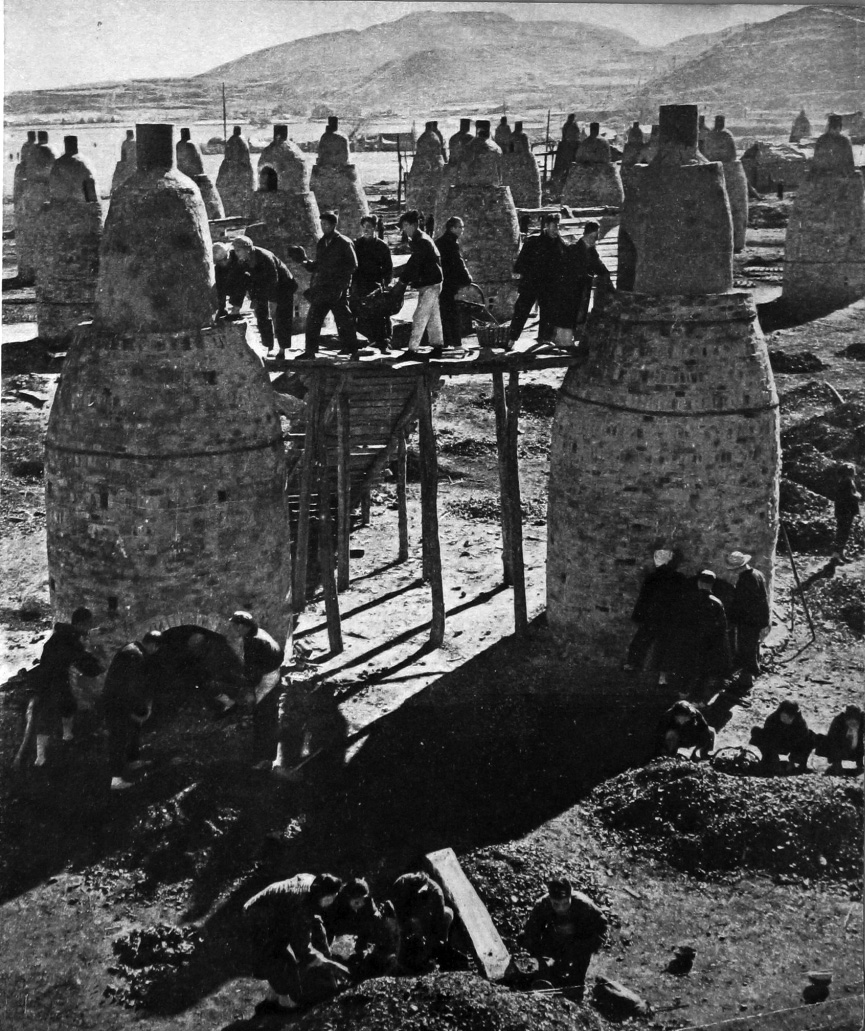
Paysans du Henan réquisitionnés pour produire de l’acier avec de petits hauts-fourneaux, à l’époque du Grand Bond en avant.

- 5 mai : Liu Shaoqi lance officiellement le « Grand Bond en avant » lors de la deuxième session du VIIIe congrès du Parti communiste chinois (5 - 23 mai)[65]. Initié par Mao Zedong, le « Grand Bond en avant » a l’objectif de permettre à la Chine populaire de rattraper le Royaume-Uni en quinze ans. Il s’achèvera en 1959 sans succès (peut-être 30 millions de morts dus à la famine et à la malnutrition). Mao est écarté par son rival Liu Shaoqi avant de revenir au pouvoir en 1966[66].
- 25 mai : le Parti communiste chinois condamne le révisionnisme yougoslave[67].

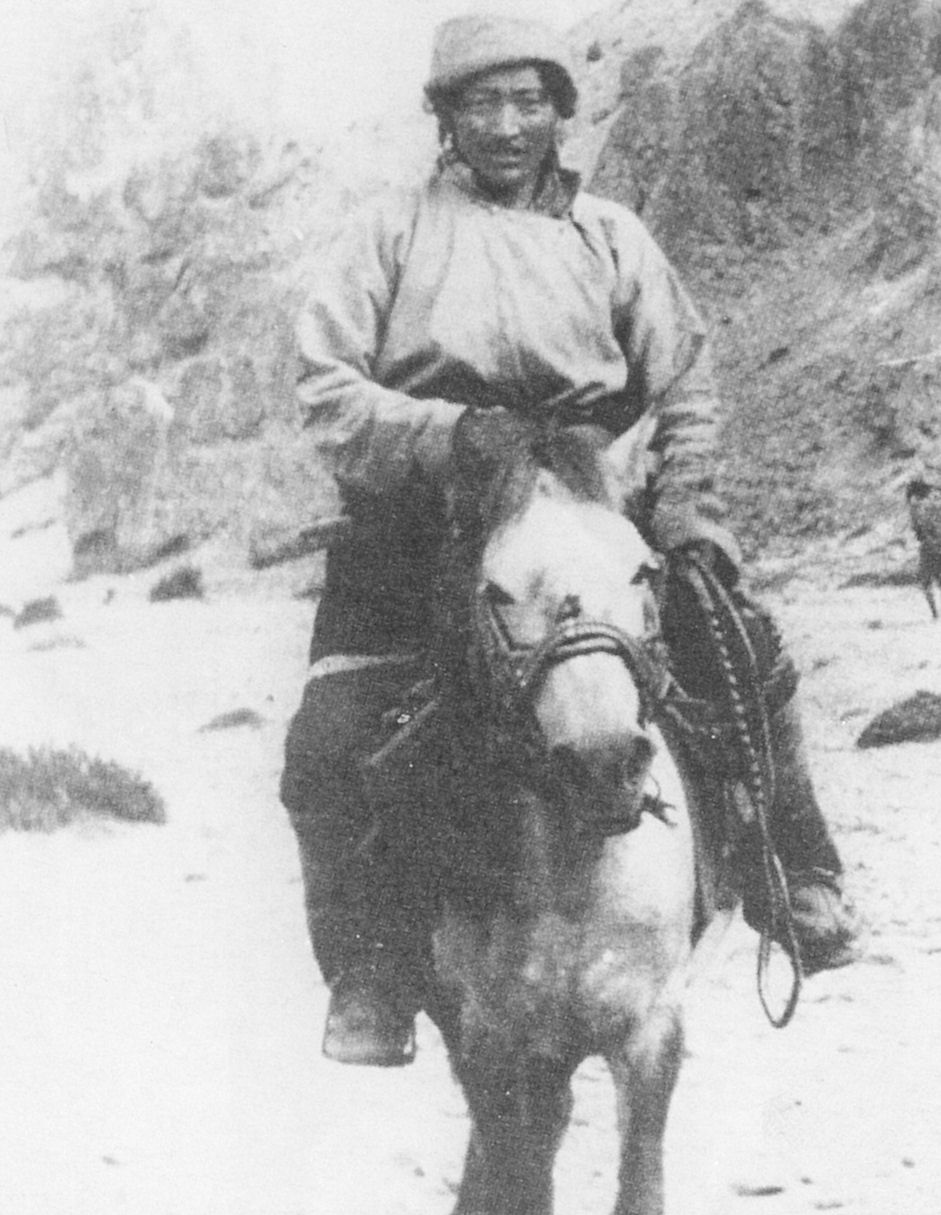
Un cavalier khampa, rebelle tibétain photographié en 1958.

- 16 juin : formation de la Tensung Mangla Magar (Armée nationale volontaire de défense) par les rebelles tibétains[68]. D’importantes opérations de guérilla sont signalées dans l’est du Tibet. Cette rébellion est provoquée par des tentatives d’instaurer des communes populaires semblables à celles qui existent dans d’autres régions de la Chine. Les autorités chinoises annoncent que l’établissement des communes est reporté au Tibet, mais il est déjà trop tard pour éviter l’extension du conflit armé.
- 10 juillet : au Cambodge, Norodom Sihanouk reprend le poste de Premier ministre[56].
- 31 juillet - 3 août : voyage de Nikita Khrouchtchev en Chine[64].
- 22 - 23 août : bombardements chinois sur les îles taïwanaises de Jinmen et Matsu[69].
- 29 août : achèvement de la collectivisation des campagnes en Chine. Le Parti communiste chinois décide de généraliser le système des « communes populaires », avec élimination de toute propriété privée[70].
- 26 septembre, Birmanie : U Nu confie le pouvoir à l’armée pour rétablir l’ordre. Le 28 octobre, le général Ne Win devient Premier ministre et établit une dictature militaire anticommuniste[71].
- 28 septembre : les populations de Polynésie française et de Nouvelle-Calédonie approuvent par référendum la Constitution de la Ve République, et par conséquent le statut de territoire d’outre-mer (TOM) est maintenu[72].
- 1er octobre : transfert de la souveraineté de l’île Christmas du Royaume-Uni à l’Australie[73].
- 7 octobre : coup d’État militaire au Pakistan. Le président Iskander Mirza proclame la loi martiale pour éviter une révolution sous la pression du maréchal Ayub Khan, qui devient administrateur en chef de la loi martiale, puis Premier ministre le 24 octobre. L’assemblée est dissoute et les partis politiques interdits. Mirza démissionne et part en exil le 27 octobre. Ayub Khan lui succède à la présidence[74].
- 20 octobre, Thaïlande : un coup d’État mené une nouvelle fois par Sarit Dhanarajata, renverse le gouvernement Thanom. La Constitution est suspendue, la loi martiale proclamée et tous les partis politiques sont interdits (fin en 1963)[75].
- 28 octobre, Birmanie : une scission de l’AFPFL (avril) nécessite l’intervention constitutionnelle d’un gouvernement intérimaire militaire pendant dix-huit mois, sous la direction du général Ne Win (fin le 4 avril 1960). Son gouvernement resserre la discipline administrative et contient les prétentions séparatistes des États shans[71].
- 22 novembre : élections fédérales australiennes[76].
- 10 décembre, Inde : vote du Kerala Agrarian Relations Bill par l’assemblée législative locale[77]. Début de la réforme agraire dans le Kerala, gouverné depuis 1957 par les communistes.

### Proche-Orient
- 17 janvier : la cour suprême d'Israël invalide le verdict de première instance dans l’affaire Kastner.
- 1er février : l’Égyptien Gamal Abdel Nasser, champion du panarabisme au Proche-Orient, annonce la création de la République arabe unie qui regroupe l’Égypte et la Syrie[78].
- 14 février : en réaction à la création de la République arabe unie, l’Irak et la Jordanie s’unissent en « Union arabe de Jordanie et d’Irak », ou Fédération hachémite, dirigée par le roi Fayçal II d’Irak[78]. Nuri Sa’id en devient le Premier ministre.
- 21 février : Nasser est choisi comme chef de la nouvelle République arabe unie approuvée par référendum à 99,98 % des voix dans les deux pays[78].

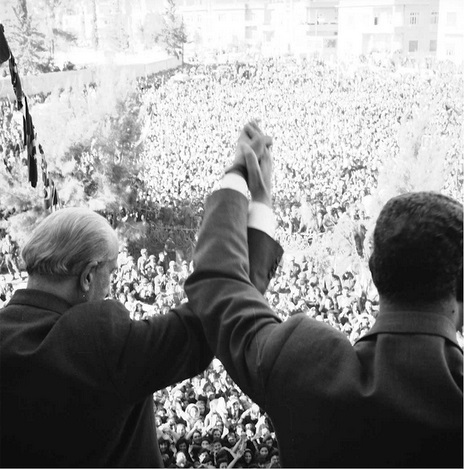
Les Présidents Choukri al-Kouatli (gauche) et Gamal Abdel Nasser (à droite) se serrent la main devant une foule en liesse à Damas quelques jours après l’union de la Syrie et de l’Égypte dans la République arabe unie.

- 22 février : proclamation de l’union entre la Syrie et l’Égypte[79].
- 25 février : la bande de Gaza est dotée d’une charte créant des organismes mixtes palestino-égyptiens. Nasser propose de former une entité palestinienne avec des représentants élus, dirigée contre le Haut Comité arabe, susceptible de voter le rattachement à la RAU[80]. À l’été 1959, le mufti et ses partisans protestent et quittent l’Égypte pour le Liban[81].
- 5 mars : Nasser révèle dans un discours à Damas qu’un complot pour l’assassiner a été tramé par un chef d’État arabe, désignant sans le nommer le roi Saoud[78]. Tensions entre l’Arabie saoudite et l’Égypte. Les Saoudiens organisent un attentat manqué contre Nasser et tentent d’empêcher la formation de la RAU.
- 6 mars : le président Nasser forme le premier gouvernement de la RAU[78]. Il exige une fusion totale avec dissolution des partis et création d’un parti unique, l’Union nationale, qui deviendra l’Union socialiste arabe dans les années 1960.
- 8 mars : le Yémen rejoint la RAU pour former les États arabes unis[78]. Les forces armées et la politique étrangère des deux États sont unifiées.
- 24 mars : le roi d’Arabie saoudite Saoud publie un décret qui transfère le pouvoir exécutif à son frère Fayçal[78]. Devenu chef du gouvernement, il tente de rétablir l’image de son pays sur la scène internationale, mais Saoud le renvoie.
- 9 mai : insurrection contre le pouvoir au Liban, déclenchée par l’assassinat le 8 mai d’un journaliste de l’opposition, Nassib Matni. Les quartiers musulmans sunnites se mettent en grève. Une partie du nord du pays se soulève contre Chamoun. Devant la menace, le gouvernement libanais accuse la RAU d’ingérence et fait appel à l’aide du Conseil de sécurité des Nations unies le 22 mai. Une mission d’observation est envoyée au Liban le 11 juin[78]. Elle conclut le 5 juillet que les accusations libanaises sont infondées[82].

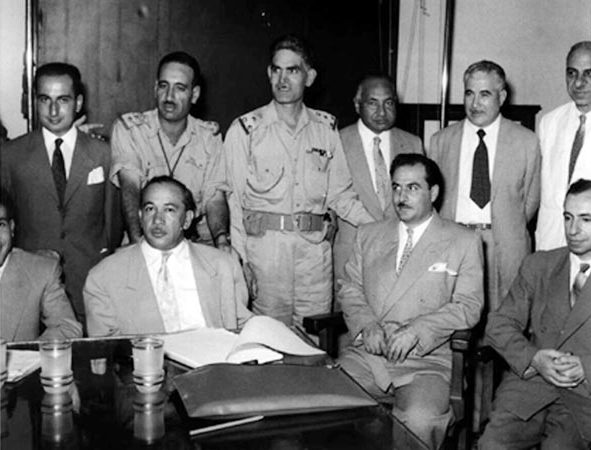
Les leaders de la révolution du 14 juillet en Irak : Khaled al-Naqshabendi (premier rang à gauche), Abdel Salam Aref (second rang, deuxième à gauche), Abdul Karim Qasim (second rang, troisième à gauche) et Najib el-Rubai (second rang, cinquième à partir de la gauche). Le syrien Michel Aflak est au premier rang à droite.

- 14 juillet : un soulèvement nationaliste renverse la dynastie hachémite en Irak. Prise de pouvoir par le général Abdul Karim Qasim et Abdel Salam Aref, abolition de la monarchie irakienne et instauration de la république. Des émeutes populaires très violentes accompagnent l’insurrection militaire. Le roi Fayçal II, les membres de sa famille et le Premier ministre Nuri Sa’id sont exécutés[82]. La République est proclamée. L’Irak se retire de l’« Union arabe de Jordanie et d’Irak ». Deux tendances s’affrontent pour le pouvoir : celle d’Aref, favorable à une union avec la RAU, et celle de Qasim, favorable au maintien de l’identité irakienne[78]. Le 10 septembre, un décret relève Aref de ses fonctions d’adjoint au commandant en chef; le 30, un nouveau décret le prive de toutes ses fonctions politiques et le désigne comme ambassadeur en Allemagne. Il est arrêté à son retour à Bagdad le 5 novembre[83]. Qasim s’appuie sur les forces nationalistes irakiennes (chiites, kurdes) et les organisations de gauche, surtout le Parti communiste irakien.

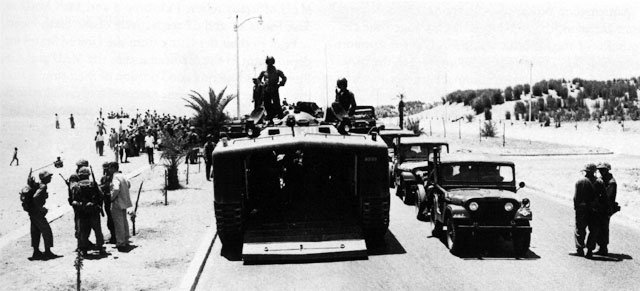
15 juillet : intervention des États-Unis à Beyrouth.

- 15 juillet : plusieurs milliers de soldats américains débarquent à Beyrouth[78].
- 17 juillet : à la demande du roi Hussein de Jordanie et devant la menace d’un coup d’État pro-nassérien, des forces britanniques sont envoyées en Jordanie[78].
- 27 juillet : promulgation de la constitution provisoire irakienne, qui précise que « les Arabes et les Kurdes devaient être considérés comme des partenaires au sein d’une même patrie, que leurs droits nationaux dans le cadre de la souveraineté irakienne étaient reconnus »[84].
- 31 juillet : au Liban, de nouvelles élections amènent au pouvoir le chef de l’armée, le général Fouad Chéhab (fin en 1964[82]).
- 1er août : le Royaume-Uni, puis les États-Unis (2 août) reconnaissent le nouveau régime irakien[78].
- 8 août : à la demande de l’Union soviétique, l’Assemblée générale des Nations unies se réunit en session extraordinaire afin d’examiner la crise au Proche-Orient[85]. Le 21 août, une résolution invite les forces étrangères à se retirer du Liban et de Jordanie[78].
- 13 août : les 13 300 soldats américains commencent à se retirer de Beyrouth (fin le 25 octobre)[78].

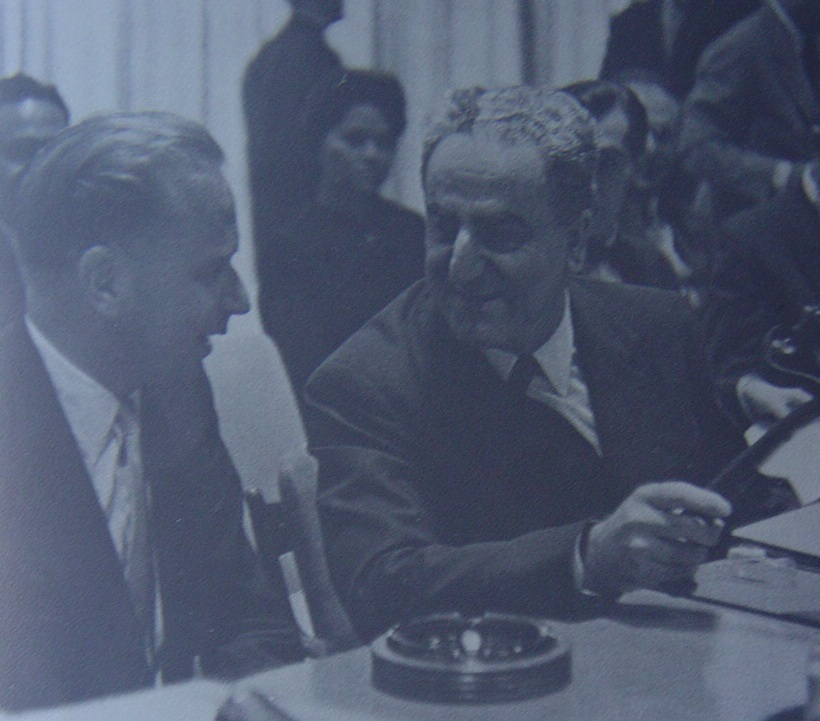
Charles Malik et Dag Hammarskjöld le 16 septembre.

- 26 août-12 septembre : le secrétaire général des Nations unies Dag Hammarskjöld visite le Proche-Orient pour mettre en place le « plan arabe »[78].
- 24 septembre : Rachid Karamé forme un gouvernement d’union nationale au Liban (qui écarte cependant le clan Chamoun)[86]. Le président du Liban Fouad Chéhab mène une politique de rééquilibrage économique et social en faveur des communautés les plus démunies, tels les chiites. Il favorise le développement régional face à Beyrouth. À l’extérieur, il revient à une ligne plus arabiste et entend respecter le Pacte national libanais.
- 30 septembre : réforme agraire en Irak limitant considérablement la taille des propriétés[83]. La population rurale n’est pas préparée à ces changements. La suppression de la grande propriété entraîne la disparition de la jachère, l’augmentation de l’irrigation et la dégradation des sols. La production agricole décroît et l’Irak cesse d’être autosuffisant en matière alimentaire.
- 6 octobre : retour en Irak du dirigeant kurde Moustafa Barzani, jusqu’alors exilé en Union soviétique. Il se rapproche d’une organisation de gauche fondée par de jeunes intellectuels, le Parti démocratique du Kurdistan (PDK). D’abord favorables au régime de Qasim, les Kurdes s’en détournent faute d’obtenir des droits suffisants[84].
- 20 octobre-2 novembre : les troupes britanniques se retirent de Jordanie[78].
- 29 novembre : la loi martiale est levée en Jordanie[78].
- 23 décembre : dans son discours de Port-Saïd, Nasser lance une campagne anti-communiste[78]. Après la révolution irakienne, les forces communistes d’Irak s’opposent violemment au rapprochement du pays à la RAU. Nasser accuse le communisme d’être contraire aux intérêts de l’unité arabe. L’URSS réagit en soutenant les forces communistes de Syrie et d’Irak. Les États-Unis en profitent pour rétablir leurs relations avec l’Égypte. L’aide alimentaire fonctionne de nouveau.
- 27 décembre : accord entre l’Égypte et l’URSS pour la construction du barrage d’Assouan[78].

### Europe

#### Europe de l’Est
- 14 février : publication du plan Rapacki (de) par le gouvernement polonais[87]. Les ministres des huit pays du pacte de Varsovie décident d’adhérer au plan proposé par le ministre des Affaires étrangères polonais Adam Rapacki le 2 octobre 1957 à l’ONU. Une zone dénucléarisée est établie en Europe couvrant les deux Allemagne, la Pologne et la Tchécoslovaquie. Les ministres proposent également la signature d’un accord de non-agression avec l’OTAN ; le plan, revu et corrigé le 4 novembre et le 28 mars 1962, est rejeté par les Occidentaux[88].
- 27 mars, Union soviétique : Nikolaï Boulganine est contraint de démissionner. Nikita Khrouchtchev cumule les fonctions de premier secrétaire du Parti communiste et de chef du gouvernement de l’Union soviétique. La direction collégiale disparaît[89].
- 31 mars : le Soviet suprême adopte l’arrêt provisoire et unilatéral des essais nucléaires. Ils reprennent le 30 septembre[90]. Le 4 avril, Khrouchtchev écrit au Président Eisenhower pour demander aux puissances occidentales de faire de même[91].
- 22-27 avril : le septième congrès de la Ligue des communistes de Yougoslavie se tient à Ljubljana. Il réaffirme l’originalité de la voie yougoslave vers le communisme. L’Union soviétique, qui a refusé d’y participer, réagit vivement[92].
- 16 juin : exécution après un procès secret en URSS de Imre Nagy, ancien chef du gouvernement hongrois, du général Pál Maléter et de deux autres chefs de l’insurrection de 1956. Le gouvernement hongrois annonce l’exécution le lendemain[93].
- 25 juillet : retrait des dernières troupes soviétiques stationnées en Roumanie[94].
- 5 septembre : Boulganine est exclu du politburo du Parti communiste de l’Union soviétique pour son appartenance au « groupe antiparti »[95].
- 12 novembre, Union soviétique : le comité central approuve le plan de réforme de l’enseignement présenté par Khrouchtchev le 21 septembre[96].
- 27 novembre : ultimatum de Khrouchtchev aux Alliés (France, Royaume-Uni, États-Unis) qui réclame un nouveau statut pour la ville de Berlin et crée d’importantes tensions entre l’Est et l’Ouest, début de la crise de Berlin[97].

#### Europe de l’Ouest
- 1er janvier : entrée en vigueur des traités de Rome instituant la Communauté européenne et la Communauté européenne de l’énergie atomique signés en 1957[98].
- 10 janvier : l’Allemand Walter Hallstein est nommé président de la Commission européenne[99].
- 25 janvier : première réunion des Conseils des ministres de la CEE et de l’Euratom à Bruxelles[100].
- 24 février : accord américano-britannique sur l’installation de missiles au Royaume-Uni[101].

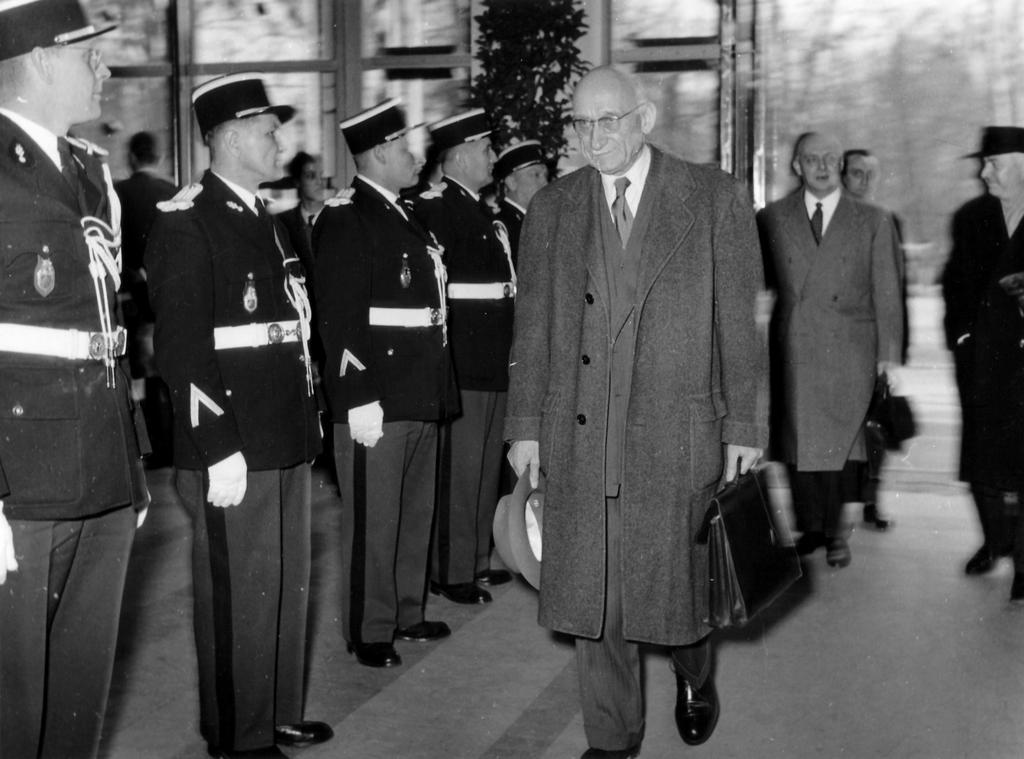
19 mars : Robert Schuman se rend à la première réunion du Parlement européen.

- 19 mars : première réunion à Strasbourg de l’Assemblée européenne. Robert Schuman est élu président[102].
- 25 mars : en RFA, le Bundestag autorise le gouvernement à équiper l’armée d’armes nucléaires si l’OTAN le demande[103].
- 17 avril : ouverture de l’Exposition universelle de 1958 à Bruxelles[104].
- 24 avril : loi sur les conventions collectives en Espagne[105]. Les comités d’entreprise sont autorisés[106].
- 30 avril : Life Peerages Act 1958 au Royaume-Uni[107].
- 10 mai, Portugal : campagne du général Humberto Delgado pour l’élection présidentielle. Dans une interview, il promet de remplacer Salazar en cas de succès[108].
- 11 mai : les élections législatives en Grèce reconduisent la majorité absolue à l’Union nationale radicale de Constantin Caramanlis[109].
- 17 mai : loi des principes du Mouvement national en Espagne. Elle établit des principes directeurs de l'ordre juridique franquiste[110].
- 1er juin :
  - nomination de Charles de Gaulle à la présidence du Conseil en France. Le 3 juin, il reçoit les pleins pouvoirs constitutionnels[111].
  - victoire du Parti social-chrétien aux élections législatives belges[112].
  - victoire du parti social-démocrate aux élections législatives suédoises. Tage Erlander conserve le pouvoir[113].
- 8 juin : Américo Tomás est élu président de la République portugaise. Homme de Salazar, il est élu grâce à la fraude électorale au détriment de Humberto Delgado[114]. Il est investi le 9 août[115].
- 26 juin : gouvernement de Gaston Eyskens en Belgique (fin en 1961)[116].
- 13 juillet : lettre ouverte à Salazar de l’évêque de Porto, António Ferreira Gomes. L’auteur y dénonce les atteintes à la liberté d’expression, l’injustice sociale, les abus de l’exploitation de l’empire, et préconise une mise en pratique authentique de la doctrine sociale de l’Église. L’évêque, accusé de marxisme, est exilé en 1959[117].
- 22 août : les États-Unis et le Royaume-Uni proposent la suspension des essais nucléaires pendant un an[3].
- 30 août - 5 septembre : émeutes raciales à Notting Hill, quartier de Londres[118].
- 15 septembre : l’Espagne entre dans le FMI[119].
- 24 septembre : mémorandum sur le directoire à trois de l’OTAN (États-Unis, Royaume-Uni, France). De Gaulle propose au président des États-Unis Eisenhower et au Premier ministre britannique Harold Macmillan la création d’un directoire à trois au sein de l’Alliance atlantique. Eisenhower refuse le 20 octobre[120].
- 30 septembre (date probable) : création du Frente de liberación popular en Espagne (catholiques progressistes)[121].
- 4 octobre : nouvelle constitution en France, texte fondateur de la Ve république, adoptée par référendum le 28 septembre[122].
- 26 octobre : par 65 % des voix, les citoyens suisses refusent de réduire leur semaine de travail de 48 à 44 heures[123].
- 28 octobre : élection du nouveau pape Jean XXIII (cardinal Angelo Giuseppe Roncalli) (fin en 1963). Il succède à Pie XII[124]. Selon la thèse sirianiste, c'est le cardinal conservateur Siri qui aurait été élu pape au conclave de 1958 mais aurait été obligé de se retirer par craintes de pogroms anti-catholiques dans le Bloc soviétique.
- 9 novembre : les États-Unis et l’Euratom signent un accord de coopération nucléaire[125].
- 10 novembre : le prix Nobel de la paix est attribué au Belge Dominique Pire[126].
- 20 novembre : pacte scolaire en Belgique[127].
- 23 et 30 novembre : élections législatives françaises[39].
- 27 novembre : ultimatum de Khrouchtchev adressé à la RDA, à la RFA, à la France, au Royaume-Uni et aux États-Unis : l’Union soviétique demande la fin de l’occupation quadripartite de Berlin et la création d’une zone démilitarisée. La réception en Occident est des plus fraîches. Début de la crise de Berlin[97].
- 7 décembre : élections à Berlin-Ouest et écrasante victoire des partis pro-occidentaux[128].
- 11 décembre : élection au Conseil fédéral suisse de l’agrarien bernois Friedrich Traugott Wahlen[129].

## Décès en 1958

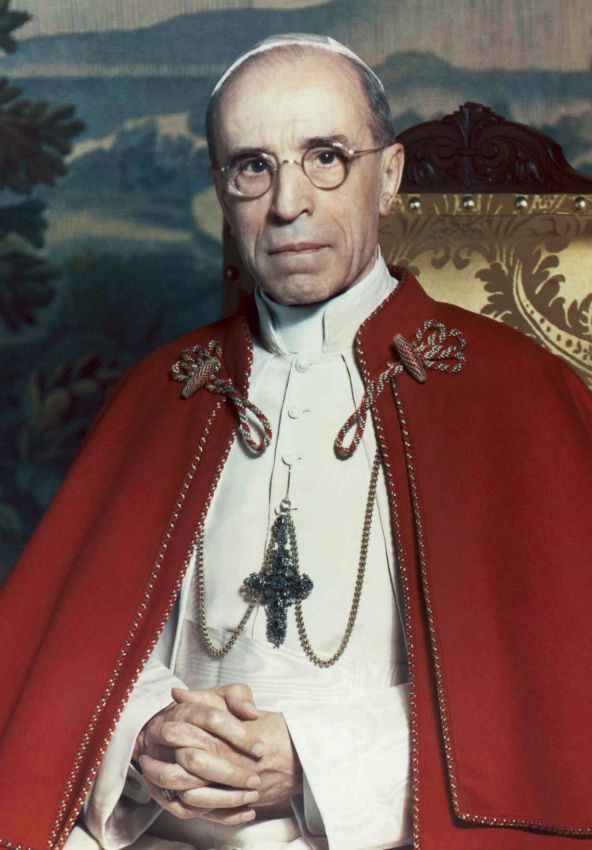
Pie XII

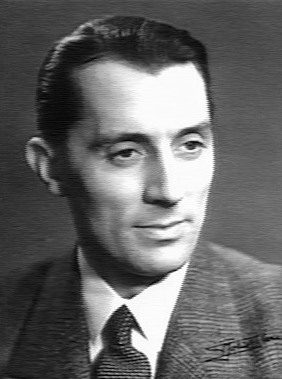
Frédéric Joliot-Curie

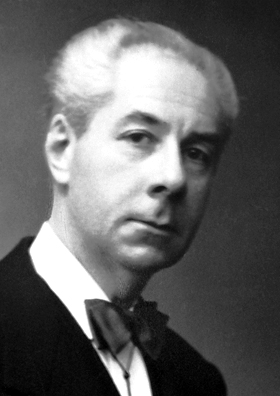
Roger Martin du Gard

Personnalités majeures décédées en 1958
- 12 février : Marcel Cachin (homme politique français)
- 13 février : Georges Rouault (peintre et graveur français)
- 18 avril : Maurice Gamelin (militaire français)
- 29 mai : Juan Ramon Jimenez (poète espagnol)
- 16 juin : Imre Nagy (homme politique hongrois)
- 14 août : Frédéric Joliot-Curie (physicien et chimiste français)
- 17 août : Florent Schmitt (compositeur français)
- 18 août : Henri Farman (pilote et constructeur d'avions français)
- 22 août : Roger Martin du Gard (écrivain français)
- 9 octobre : Pie XII (pape italien de 1939 à 1958)
- 11 octobre : Maurice de Vlaminck (peintre français)
- 15 décembre : Wolfgang Pauli (physicien autrichien)